# The Roue's Heart
The Roue's Heart er en amerikansk stumfilm fra 1909 af D. W. Griffith.

## Medvirkende
- Harry Solter som Monsieur Flamant
- Linda Arvidson
- John R. Cumpson
- Adele DeGarde
- Gladys Egan